# Norah Borges
Norah Borges, pseudònim de Leonor Fanny Borges Acevedo (Ciutat de Buenos Aires, 4 de març de 1901 - 20 de juliol de 1998), fou una artista plàstica i crítica d'art argentina, germana de l'escriptor Jorge Luis Borges, pertanyent al grup informal d'artistes conegut com a Grup de Florida.
Leonor va ser sobrenomenada Norah pel seu germà gran, l'escriptor argentí Jorge Luis Borges, qui la va retratar així:
En tots els nostres jocs era ella sempre el cabdill, jo el ressagat, el tímid, el submís. Ella pujava al terrat, grimpava als arbres i als turons, jo la seguia amb menys entusiasme que por (J. L. Borges, Norah)

## Biografia
Va ser filla de l'advocat Jorge Guillermo Borges Haslam i de Leonor Rita Acevedo y Suarez. Va marxar el 1914 amb la seva família a Suïssa per tractar la ceguesa progressiva del pare. A Suïssa va estudiar a l'École des Beaux-Arts (Escola de les Belles Arts) de Ginebra amb l'escultor classicista Maurice Sarkisoff i amb Arnaldo Bossi en Lugano, prop d'expressionistes alemanys exiliats com ara Ernst Kirchner. Amb Bossi va aprendre xilografia i estètica expressionista, segons va declarar ella mateixa en un reportatge de 1940 en la revista Atlántida. A Suïssa va escriure i va il·lustrar el seu primer llibre poètic, Notas lejanas (Notes llunyanes, 1915). L'estada a Europa es va allargar 4 anys a causa de la Primera Guerra Mundial. Després de viatjar per tota la Provença (Norah va quedar molt impressionada per Nîmes, al paisatge de la qual dedica algunes peces) van arribar a Espanya, on ella va ampliar els seus estudis i va participar en l'Avantguardisme. Inicialment es van establir a Barcelona i després, el 1919, a Palma, on Norah va estudiar amb Sven Westman. Allí els germans Borges van col·laborar en la revista Balears. Van marxar després a Sevilla, on van entrar en l'avantguarda del Ultraisme. Va publicar treballs a Grècia, Ultres, Taulers i Reflector, i el 1920 el projecte de portada per a El jardín del centauro, un llibre de poemes d'Adriano del Valle. Van passar per Granada i finalment van arribar a Madrid, on Norah va estudiar amb el pintor Julio Romero de Torres. Allí va conèixer Juan Ramón Jiménez, alguns dels poemes del qual va il·lustrar, i qui li va dedicar un dels retrats lírics del seu llibre Españoles de tres mundos. Van tornar després a Palma al juny de 1920.
Al març de 1921 van tornar a Buenos Aires. Com a pintora naïf, Norah es va vincular a l'avantguarda literària formada pel Grup de Florida; des de Prisma va començar a divulgar l'Ultraisme a l'Argentina. Malgrat que se la considera com una de les fundadores de l'ultraisme, Norah va indicar en una entrevista concedida el 1992 que en realitat ella no va conèixer a gairebé ningú dels homes definidors d'aquest moviment, i que la seva vinculació va quedar establida mitjançant Guillermo de Torre, el seu futur espòs, escriptor i crític espanyol, estudiós del moviment ultraiste i gran expert en les avantguardes artístiques i literàries, a qui havia conegut a Espanya quan amb prou feines tenia 19 anys.
Aviat va començar a crear sota l'influx del cubisme, que havia començat a assimilar amb els seus contactes francesos a Espanya, en les seves il·lustracions per a revistes com a Mural, Proa o Martín Fierro, recuperant les imatges de balustrades i testos de les cases portenyes i imatges en extinció com les que habiten la primera edició de Fervor de Buenos Aires (1923), el llibre poètic del seu germà Jorge Luis.
El 1923 la revista surrealista francesa Manomètre de Lió i el 1924 Martín Fierro van publicar les seves pintures. El 1926 va exposar 75 treballs (olis, xilografies, dibuixos, aquarel·les i tapissos) en l'Associació Amics de l'Art. Va contreure matrimoni el 1928 amb Guillermo de Torre. Amb ell va tenir dos fills, Luis i Guillermo.
En la Segona Guerra Mundial va ser vocal suplent la Junta de la Victòria en l'Argentina, associació feminista antifeixista que dirigien Cora Ratto de Sadosky i Ana Rosa Schlieper de Martínez Guerrero. En ella van militar l'escriptora María Rosa Oliver, la fotògrafa Annemarie Heinrich, la psicoanalista Mimí Langer, l'artista Raquel Forner i la poetessa Silvina Ocampo. Després va estar un mes a la presó de dones al costat de la seva mare Leonor Acevedo per haver proferit crits contra el president argentí Juan Domingo Perón. Aquest fet va aprofundir l'aversió que el seu germà tenia pel justicialisme i pel seu fundador. Norah va il·lustrar l'edició del seu Cuaderno San Martín com havia fet abans amb Luna de enfrente i Fervor de Buenos Aires i els llibres Las invitadas (1961) i Autobiografia de Irene (1962), de Silvina Ocampo.
Va exercir la crítica d'art en Anales de Buenos Aires sota el pseudònim de Manuel Pinedo. Va investigar sobre el gravat i no va deixar de pintar pràcticament fins a la seva mort, encara que regalava la seva obra i no va realitzar exposicions regularment.
El 1942 es va publicar a Argentina una edició de Platero i jo de Juan Ramón Jiménez amb il·lustracions i vinyetes de Norah. Va exercir també com a artista gràfica en altres llibres dels espanyols emigrats a Argentina com ara Ramón Gómez de la Serna, Rafael Alberti i León Felipe. Va il·lustrar llibres d'altres escriptors argentins com Silvina i Victoria Ocampo, Adolfo Bioy Casares, Norah Lange i Julio Cortázar. També va dissenyar l'escenografia d'una obra teatral de Federico García Lorca. Manca estudiar la seva amistat amb Maruja Mallo i Xul Solar.
Va utilitzar les tècniques de l'oli, l'aquarel·la, el gravat, la xilografia, el dibuixos a tinta i llapis, tempre d'ou, l'acrílic i el tapís.
Va morir a Buenos Aires el 20 de juliol de 1998. Les seves restes es troben en el panteó familiar del Cementiri de la Recoleta de Buenos Aires.